# Prodoretus planiusculus
Prodoretus planiusculus är en skalbaggsart som beskrevs av Ohaus 1935. Prodoretus planiusculus ingår i släktet Prodoretus och familjen Rutelidae. Inga underarter finns listade i Catalogue of Life.